# Easton (Hampshire)
Easton is een plaats en civil parish in het bestuurlijke gebied Winchester, in het Engelse graafschap Hampshire.